# 瓦尔希塞
瓦尔希塞是奥地利蒂罗尔州库夫施泰因县的一个市镇。总面积39.24平方公里，总人口1808人，人口密度46.1人/平方公里（2005年）。